# 波利尼 (塞纳-马恩省)
波利尼（法語：Poligny，法語發音：[pɔliɲi] ⓘ）是法国塞纳-马恩省的一个市镇，属于枫丹白露区。

## 地理
波利尼（48°13'28"N, 2°44'44"E）面积27.34 平方千米，位于法国法蘭西島大區塞纳-马恩省，该省份为法国北部内陆省份，北起瓦兹省，西接埃松省、马恩河谷省、塞纳-圣但尼省和瓦兹河谷省，南至卢瓦雷省，东南接约讷省，东临马恩省和奥布省，东北接埃纳省。
与波利尼接壤的市镇（或旧市镇、城区）包括：卢万河畔巴尼欧、尚特罗、达尔沃、吕南河畔楠托、讷穆尔、勒莫维尔、卢万河畔苏普。

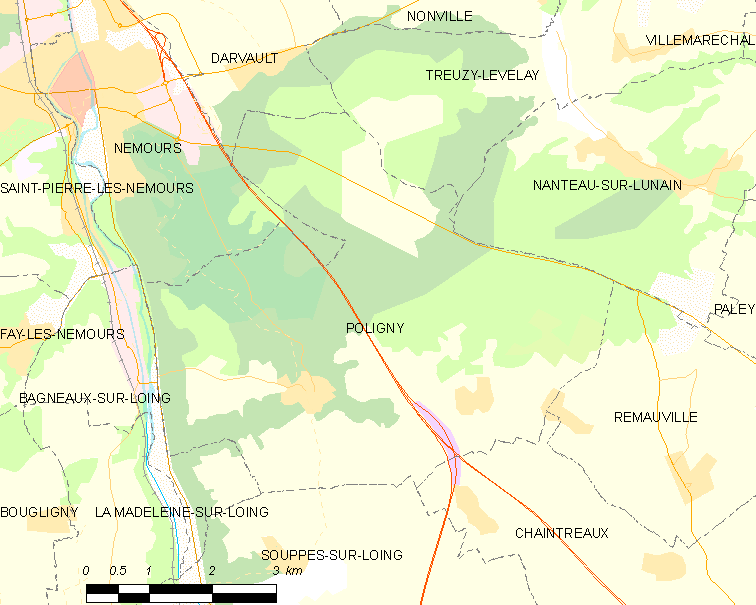
的OSM定位图

波利尼的时区为UTC+01:00、UTC+02:00（夏令时）。

## 行政
波利尼的邮政编码为77167，INSEE市镇编码为77370。

## 政治
波利尼所属的省级选区为讷穆尔县。

## 人口

1962-2008年间人口变化图示

波利尼于2022年1月1日时的人口数量为802人。